# ジョセフ・サビン

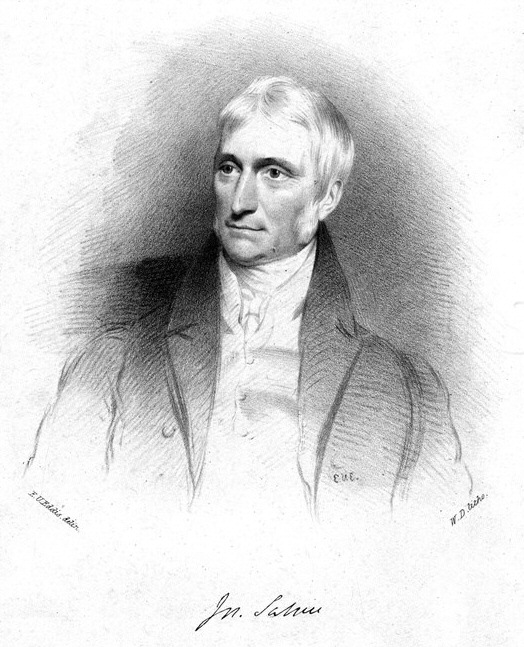
ジョセフ・サビン

ジョセフ・サビン（Joseph Sabine、1770年6月6日 - 1837年1月24日）は、イギリスの法律家、博物学者である。ロンドン園芸協会（後の王立園芸協会）の事務局長（honorary secretary）やロンドン動物協会の会計係を務めた。

## 略歴
イギリス、ハートフォードシャー州のテウィンにアングロ･アイリッシュの名家に生まれた。弟に王立協会の会長となるエドワード・サビンがいる。法律家として働き、税務の監視官として働いた。
博物学、特に植物学、鳥類学に興味を持ち、ロンドン園芸協会の初期のメンバーであり、1816年から1830年まで事務局長（honorary secretary）を務め、この間、園芸協会はチジック・ガーデンを開き、デービッド・ダグラスらのプラントハンターを世界に派遣した。紀要、多くの栽培植物に関する論文を執筆した。ロンドン動物協会の会計係も務めた。
弟の天文学者、エドワード・サビンはジョン・ロスの率いた北極探検の隊員となり、捕獲したクビワカモメの標本をジョセフに送り、ジョセフ・サビンはこれにXema sabini（英名、Sabine's gull）と命名し記載した。
1799年に王立協会のフェローに選ばれ、1798年にリンネ協会のフェローにも選ばれた。